# زیگایر
زیگایر در اساطیر اسکاندیناوی پادشاه قدرتمند و بد ذات سرزمین گیت است. بر طبق سرگذشت‌نامه ولسونگا، او به دیدار شاه ولسونگ رفته تا دخترش زیگنی را خواستگاری کند. اگرچه زیگنی به هیچ وجه با این ازدواج موافق نبود. هنگامی که آن‌ها ازدواج نمودند، به مناسبت آن جشنی در تالار ولسونگ برپا کردند. در حین جشن، پیرمردی وارد تالار شد و با فرو بردن شمشیری زیبا و جادویی در تنه درخت بلوط بارن‌استوکر که تالار وولسونگ گرداگرد آن ساخته شده بود، اعلام نمود که شمشیر از آن کسی است که بتواند آنرا از درخت بیرون بکشد. هیچ کس قادر به بیرون کشیدن شمشیر نبود بجز زیگموند، پسر جوان ولسونگ. زیگایر پیشنهاد خریدن شمشیر را به زیگموند داد، اما او نپذیرفت. این کار او، خشم و حسادت زیگایر را برانگیخت به‌طوری که در فکر توطئه‌ای برای از بین بردن ولسونگ و خانواده‌اش افتاد. زیگایر ولسونگ و خاندانش را مدتی بعد به سرزمین گیت دعوت کرد. هنگامی که ولسونگ به گوت رسید با حمله سپاه زیگایر مواجه گشت. ولسونگ کشته شد و هر ده پسرش اسیر گشتند.